# Liszkuniszki
Liszkuniszki (lit. Liškūniškės) − wieś na Litwie, w okręgu wileńskim, w rejonie solecznickim, w gminie Paszki, 4 km na północny wschód od Paszek, zamieszkana przez 40 ludzi. 

## Historia
W czasach zaborów zaścianek w gminie Dziewieniszki, w powiecie oszmiańskim, w guberni wileńskiej Imperium Rosyjskiego.
W latach 1921–1945 wieś leżała w Polsce, w województwie wileńskim, w powiecie oszmiańskim, w gminie Dziewieniszki.
W 1931 w 22 domach zamieszkiwało 107 osób.
Wierni należeli do parafii rzymskokatolickiej w Narwieliszkach. Miejscowość podlegała pod Sąd Grodzki w Holszanach i Okręgowy w Wilnie; właściwy urząd pocztowy mieścił się w Dziewieniszkach.